# الواقات
قرية الواقات هي إحدى القرى التابعة لمركز طما بمحافظة سوهاج في جمهورية مصر العربية. حسب إحصاءات سنة 2006، بلغ إجمالي السكان في الواقات 4696 نسمة، منهم 2450 رجل و2246 امرأة.